# 馬清 (弘治進士)
馬清（1463年—？），字志揚，直隶真定府武邑县人，民籍，明朝政治人物。

## 生平
順天府鄉試第一百六名舉人。弘治十二年（1499年）中式己未科會試第二百五十名，三甲第一百十七名進士。歷官如皋知县、東平州知州。

## 家族
曾祖馬思恭；祖馬驥，监生；父馬寧，监生。前母國氏、趙氏，母曹氏。慈侍下。兄滦、瀛、洪。